# بيل أوينز (صحفي)
بيل أوينز (بالإنجليزية: Bill Owens)‏ هو صحفي ومصور أمريكي، ولد في 25 سبتمبر 1938 في سان خوسيه في الولايات المتحدة.